# Baikivka, Kalînivka
Baikivka (în ucraineană Байківка) este localitatea de reședință a comunei Baikivka din raionul Kalînivka, regiunea Vinnița, Ucraina.

## Demografie
Componența lingvistică a localității Baikivka
     Ucraineană (98,55%)
     Rusă (1,45%)
Conform recensământului din 2001, majoritatea populației localității Baikivka era vorbitoare de ucraineană (98,55%), existând în minoritate și vorbitori de rusă (1,45%).